# Elvir Bolić
Elvir Bolić (Zenica, 10 oktober 1971) is een voormalig Bosnische beroepsvoetballer. Hij is topscorer (22 doelpunten) en recordinternational (52 caps) van het voetbalelftal van Bosnië en Herzegovina. Zijn laatste club was de Kroatische voetbalclub NK Rijeka. Hij stopte met voetballen in 2007.

## Clubcarrière
Bolić begon zijn carrière in zijn geboortestad Zenica, bij NK Čelik Zenica (1988 - 1991). Bolić deed het daar goed en viel al snel op bij grotere clubs. In 1991 werd hij overgenomen door de Joegoslavische Rode Ster Belgrado. Hier kwam de aanvaller in contact met andere Europese voetbalteams in de Europacup I.
In 1992 ging Bolić voor zes maanden naar het Turkse Galatasaray SK. Daar maakte hij niet veel indruk en werd hij verkocht aan Gaziantepspor. In Gaziantep deed hij het juist zó goed, dat Fenerbahçe SK Bolić in de zomer van 1995 overkocht. Vijf seizoenen lang voetbalde Bolić bij de giganten uit Istanboel, waarna hij zijn geluk ging beproeven in Spanje, bij Rayo Vallecano. Na drie jaar Spanje, keerde Bolić terug naar Turkije. Istanbulspor, Gençlerbirliği en Malatyaspor werden zijn volgende clubs. Daarna voetbalde de Bosniër bij NK Rijeka.
De meest succesvolle jaren van Bolić waren in zijn tijd bij Fenerbahçe. Aldaar werd hij één keer kampioen (1995/96) en werd hij twee keer clubtopscorer. Iets wat de meeste Fenerbahçe-fans zullen bijblijven vond plaats op 30 oktober 1996. Fenerbahçe moest die dag in Manchester tegen Manchester United voetballen voor de UEFA Champions League. De Bosnische aanvaller maakte een eind aan een veertigjarig record van Manchester United. De club verloor al 40 jaar geen thuisduel in Europees verband. Bolić maakte 13 minuten voor het einde van de wedstrijd de 0-1.

## Trivia
- Elvir Bolić is met zijn 129 doelpunten in de Turkse voetbaldivisies nog steeds de meest scorende buitenlandse speler in Turkije. Bolić had hiervoor 280 wedstrijden nodig.

## Interlandcarrière
Bolić maakte zijn debuut voor Bosnië en Herzegovina op 1 september 1996 in het WK-kwalificatieduel in Kalamáta tegen Griekenland, die met 3-0 verloren ging. Hij kwam in totaal tot 52 interlands, waarin hij 22 keer scoorde. Hij speelde zijn laatste interland op 6 september 2006; een EK-kwalificatiewedstrijd tegen Hongarije in Zenica.
| Interlanddoelpunten | Interlanddoelpunten | Interlanddoelpunten | Interlanddoelpunten | Interlanddoelpunten | Interlanddoelpunten | Interlanddoelpunten | Interlanddoelpunten |
| Nr                  | #                   | Datum               | Locatie             | Tegenstander        | Goal(s)             | Uitslag             | Wedstrijd           |
| ------------------- | ------------------- | ------------------- | ------------------- | ------------------- | ------------------- | ------------------- | ------------------- |
| 3.                  | 1                   | 06/11/1996          | Sarajevo            | Italië              | Goal                | 2–1                 | Oefenduel           |
| 4.                  | 2                   | 10/11/1996          | Ljubljana           | Slovenië            | Goal                | 2–1                 | WK-kwalificatie     |
| 8.                  | 4                   | 20/08/1997          | Sarajevo            | Denemarken          | Goal · Goal         | 3–0                 | WK-kwalificatie     |
| 10.                 | 5                   | 10/09/1997          | Sarajevo            | Slovenië            | Goal                | 1–0                 | WK-kwalificatie     |
| 11.                 | 6                   | 05/11/1997          | Tunis               | Tunesië             | Goal                | 2–1                 | Oefenduel           |
| 15.                 | 7                   | 05/06/1999          | Sarajevo            | Litouwen            | Goal                | 2–0                 | EK-kwalificatie     |
| 16.                 | 9                   | 09/06/1999          | Toftir              | Faeröer             | Goal · Goal         | 2–2                 | EK-kwalificatie     |
| 17.                 | 10                  | 04/09/1999          | Sarajevo            | Schotland           | Goal                | 1–2                 | EK-kwalificatie     |
| 23.                 | 11                  | 16/08/2000          | Sarajevo            | Turkije             | Goal                | 2–0                 | Oefenduel           |
| 29.                 | 13                  | 27/03/2002          | Sarajevo            | Macedonië           | Goal                | 4–4                 | Oefenduel           |
| 33.                 | 14                  | 29/03/2003          | Zenica              | Luxemburg           | Goal                | 2–2                 | EK-kwalificatie     |
| 37.                 | 15                  | 11/10/2003          | Zenica              | Denemarken          | Goal                | 1–1                 | EK-kwalificatie     |
| 39.                 | 16                  | 31/03/2003          | Luxemburg           | Luxemburg           | Goal                | 2–1                 | Oefenduel           |
| 42.                 | 17                  | 08/09/2004          | Zenica              | Spanje              | Goal                | 1–1                 | WK-kwalificatie     |
| 44.                 | 18                  | 02/02/2005          | Teheran             | Iran                | Goal                | 1–2                 | Oefenduel           |
| 46.                 | 19                  | 30/03/2005          | Sarajevo            | Litouwen            | Goal                | 1–1                 | WK-kwalificatie     |
| 50.                 | 22                  | 08/10/2005          | Zenica              | San Marino          | Goal · Goal · Goal  | 3–0                 | WK-kwalificatie     |